# (7658) 1993 BM12
(7658) 1993 BM12 là một tiểu hành tinh vành đai chính. Nó được phát hiện bởi Seiji Ueda và Hiroshi Kaneda ở Kushiro, Hokkaidō, Nhật Bản, ngày 22 tháng 1 năm 1993.